# أيليت شكد
أيليت بن شاوول شهيرة بأيليت شَكِد (بالعبرية: איילת שקד أيليت شاكيد) (7 مايو 1976، تل أبيب -)؛ سياسية إسرائيلية وعسكرية سابقة، تشغل منذ عام 2019 منصب وزيرة الداخلية، كانت من قيادات الحزب الديني اليميني المتطرف «البيت اليهودي»، تشغل منصب عضو في الكنيست منذ عام 2013، وكانت وزيرة للعدل ما بين عامي 2015 و2019. اشتهرت بعدد من المواقف والتصريحات الجدلية فدعت في 2014 لإبادة الفلسطينيين.[بحاجة لمصدر]

## النشأة والتعليم

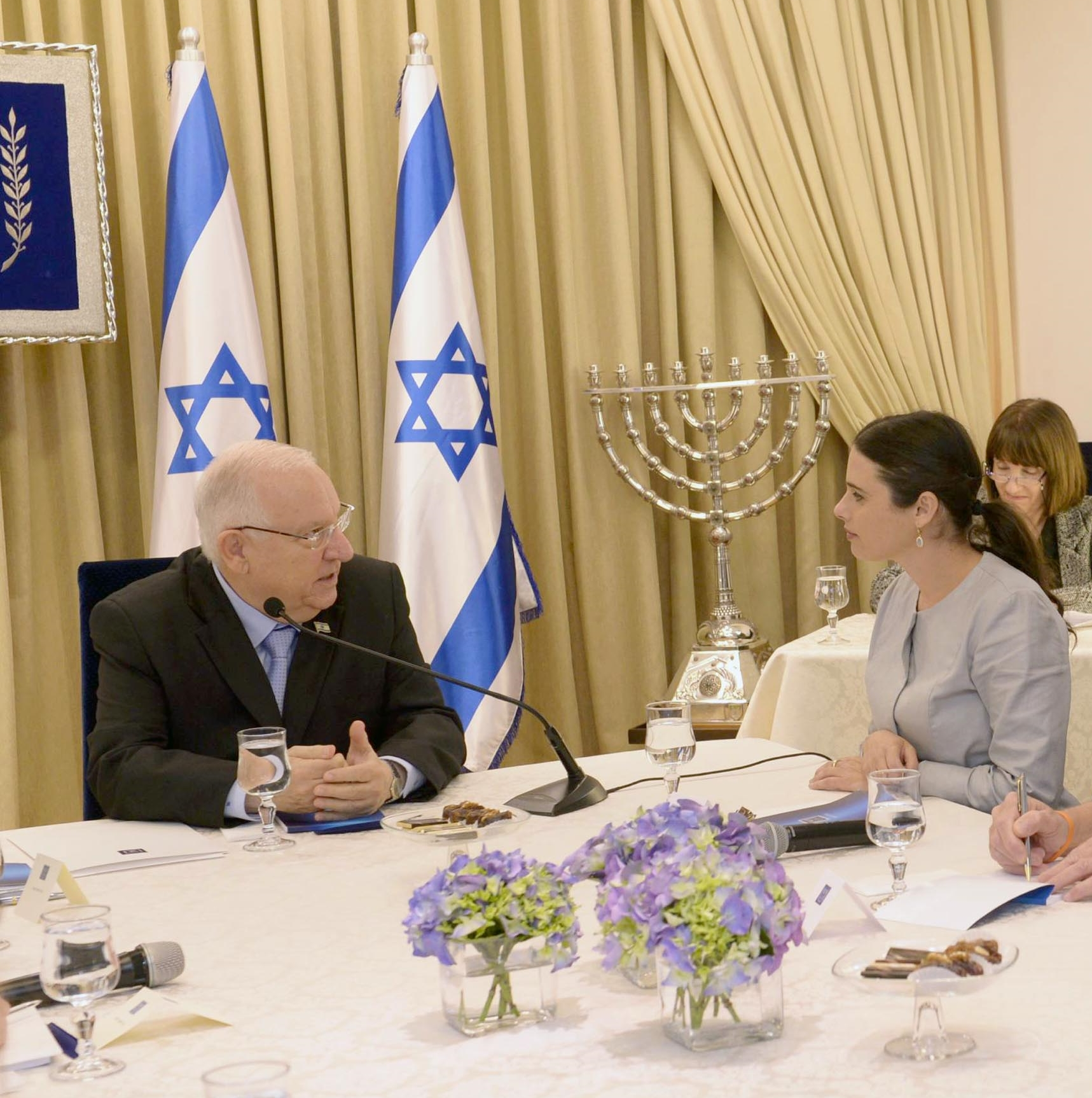
أيليت شكد في حوار مع الرئيس الإسرائيلي رؤوفين ريفلين، بعد الانتخابات في 23 آذار 2015

ولدت أيليت شكد لأب يعمل محاسبًا، وهو يهودي عراقي غادر بغداد في خمسينيات القرن العشرين إلى إسرائيل عبر إيران، أما والدتها فيهودية أشكنازية «وكانت تعطي دروسا في التوراة»، وهي متخرجة ببكالوريوس في الهندسة الكهربائية وعلوم الكمبيوتر من جامعة تل أبيب، خدمت بالجيش الإسرائيلي كمدربة للمشاة في «لواء جولاني»، عملت لاحقًا في مجال الهاي تيك، متزوجة من الطيار الحربي اوفير شكد، وأم منه لابنين.

## العمل السياسي
انضمت شكد لحزب الليكود اليميني على غرار والدها، وبين الاعوام 2006 – 2008، عملت كمديرة مكتب بنيامين نتنياهو، كرئيس لحزب الليكود ورئيس للمعارضة في حينها، وفي هذه الفترة استقطبت كذلك نفتالي بينت للعمل في مكتب نتنياهو، الا انهما استقالا في العام 2008 اثر خلاف مع الزوجين نتنياهو.
في العام 2010، اسست إلى جانب نفتالي بينت جمعية «يسرائيل شلي»، جمعية مثلت نشاط سياسي يميني تميز بملاحقات اعلامية وقضائية لجهات غير متوقعة بهدف تكريس اجندة يهودية يمينية متطرفة، حيث نظمت الجمعية حملات ضد بنك ليئومي لاجباره على إلغاء صفقة بيع عقارات لمستثمرين فلسطينيين، وهاجمت الجمعية كذلك وسائل اعلام من بينها اذاعة الجيش لمحاولة فرض اصوات يمينية ضمن طواقم صحفييها، وقادت حملة اعلامية ضد نقيب الفنانين بعد تصريحاته برفض تقديم عروض في المستوطنات في الأراضي المحتلة عام 1967.
خرجت من حزب الليكود عام 2012 واعلنت انضمامها لحزب البيت اليهودي بقيادة بينت، وجاء ترتيبها الخامس ضمن القائمة، وقد اختيرت لتصدر دعاية الحزب في هذه الانتخابات إلى جانب نفتالي بينت، مما ساهم في انتشارها السياسي والاعلامي.
حصل حزب البيت اليهودي خلال انتخابات 2013 على 12 مقعدًا، وانخرط في ائتلاف مع حزب الليكود، اشغلت شكد عقب هذه الانتخابات منصب رئيسة الكتلة، وعضو في عدة لجان برلمانية، تمكنت خلال هذه الفترة من تعزيز مكانتها السياسية وبروزها في كثير من القضايا ذات الطابع العدائي الحاد للفلسطينيين، وقدرتها على تطبيق الاجندة اليمينة المتطرفة لحزبها، وفي انتخابات عام 2015 كان ترتيبها الأول في قائمة البيت اليهودي، وبالتالي اشغلت منصب وزيرة القضاء في حكومة الائتلاف مع نتنياهو.

## توجهاتها
علمانية الميول والآراء الدينية رغم انخراطها وقيادتها لحزب ديني يهودي متشدد، من أشد المعارضين لأي اتفاق مع الفلسطينيين، تؤمن بدولة إسرائيل كدولة قومية للشعب اليهودي، وكدولة يهودية وديمقراطية على حد تعبيرها، تعارض قيام دولة فلسطينية في الضفة الغربية، تعتبر ان للاسرائيليين الحق على كامل اراضي فلسطين التاريخية، ووفق برنامجها وبرنامج حزبها تنادي بضم المستوطنات واحالة القانون الإسرائيلي عليها، وفرض السيادة الإسرائيلية على مناطق C، وتثبيت الاستيطان حول القدس وضمه إلى إسرائيل كمرحلة اولى، وصولا إلى دولة يهودية على كامل الأرض لاحقًا.
تعارض تبادل أسرى مع الفلسطينيين، وصرحت أكثر من مرة ان صفقة شاليط لن تتكرر.على الصعيد الداخلي الإسرائيلي، تعادي اللاجئين الافارقة في إسرائيل ودعت إلى تهجيرهم.
وكذلك قدمت اقتراحات لتطبيق العقوبة بالسجن لمرتكبي تعدد الزوجات من المسلمين في إسرائيل.
تنشط في ملاحقة الجمعيات اليسارية ومصادر تمويلها، وقد قدمت اقتراح قانون يجبر ممثل أي جمعية تتلقى دعم من صناديق حكومية خارجية ان يضع شارة خلال وجودة في لقاءات داخل الكنيست، تبين انه يتلقى دعم اجنبي.
في الجانب القضائي تعرف بصراعها مع جهاز القضاء، على خلفية قيام المحكمة العليا بإلغاء قوانين غير ديمقراطية سنت في الكنيست، مما حدا بها لتقديم اقتراح قانون لتجاوز قرارات محكمة العدل العليا.

## تصريحات جدلية
قبل شهر تقريبًا من قيام إسرائيل بالحرب على غزة 2014، وقبيل اختطاف الفتى الفلسطيني محمد أبو خضير في يوليو 2014، الذي ثم العثور على جثته محروقة لاحقا، دعت الإسرائيليين إلى تدمير المدن والقرى الفلسطينية «وكل ما فيها من بنى تحتية»، ودعت إلى قتل الأمهات الفلسطينيات وأطفالهن، وعدم إبقاء أثر منهم، مبررة نداءاتها عبر حسابها في «فيسبوك» آنذاك بأن «الشعب الفلسطيني كله عدو لإسرائيل»، على حد تعبيرها.
وكانت قد نشرت على صفحتها في 'فيسبوك' تدوينة، قالت: «وراء كل إرهابي يقف عشرات الرجال والنساء، من دونهم لا يمكنه الانخراط في الإرهاب. إنّهم جميعًا مقاتلون أعداء ودماؤهم يجب أن تكون على رؤوسهم». وأضافت: «هذا يشمل أيضًا أمهات (الشهداء) الذين يرسلونهم إلى الجحيم بالورود والقبلات. عليهن أن يتبعن أبناءهن، ولا يوجد شيء آخر يمكن أن يكون أكثر عدلًا. عليهن أن يذهبن شأنهن في ذلك شأن منازلهن التي ربّوا فيها الثعابين، وإلّا فإنّ ثعابين صغيرة ستنمو هناك».
شكد، سرعان ما دافعت عن منشورها ضد الفلسطينيين، وادعت أن الترجمة لم تكن صحيحة، وانها نشرت التدوينة لكن لم تكتبها انما كاتبها ناشط يميني اخر، رغم أنها عمدت لحذف المنشور في وقت لاحق من صفحتها في الفيسبوك.
ولكن هذا الموقف جاء متأخرًا، فوكالات الأنباء الأمريكية كان قد سبق لها نشر الخبر، كما استخدم رئيس الوزراء التركي حينها، رجب طيب أردوغان، هذه الحادثة كمناسبة لوصف السياسة الإسرائيلية بالسياسة النازية حين قال «ما هو الفرق بين هذه العقلية وعقلية هتلر؟».

## قوانين بمبادرتها
عُرفت شكد من خلال مجموعة القوانين التي قدمتها أو شاركت في تقديمها منها قانون منع العفو عن الأسرى الفلسطينيين؛ قانون حنين زعبي الداعي إلى فصل عضو كنيست، «يحرض أو يدعم الإرهاب»؛ مشروع قانون لسحب إقامة المقدسيين الذين يقاومون الاحتلال؛ مشروع قانون «القومية» العنصري الذي يعرف إ«سرائيل» بأنها «لليهود فقط»، قانون تمويل الجمعيات الذي يهدف إلى تجفيف موارد الجمعيات العربية واليسارية، ومجموعة مشاريع قوانين تهدف إلى إضعاف وتقييد صلاحيات المحكمة الإسرائيلية العليا.

### منع العفو عن المعتقلين الفلسطينيين
وكانت شكد وراء تعديل على قانون إسرائيلي قد يمنع العفو عن المعتقلين الفلسطينيين، تمت الموافقة عليه عام 2014، وقالت وقتها: إن «إطلاق سراح الإرهابيين بشكل جماعي عبر اتفاقيات دبلوماسية يسخر من الجمهور الإسرائيلي، وكذلك تقصير مدة المجرمين القتلى».

### قانون سجن 10 سنوات لراشقي الحجارة
بدأت مسيرتها في وزارة القضاء بمشروع قانون عنصري موجه بالأساس ضد الفلسطينيين، يطالب بتشديد العقوبات على راشقي الحجارة.
وطرحت شكد المشروع القانون في شهر أيار 2015 في أول جلسة للجنة الوزارية للقانون والدستور التي ترأسها، ويهدف إلى منع الاحتجاجات الفلسطينية في القدس المحتلة على وجه الخصوص.
ويدعو مشروع القانون إلى تشديد العقوبة على راشقي الحجارة على أفراد شرطة الاحتلال، «حتى لو لم تثبت نيتهم إلحاق الأذى بأفراد الشرطة».
واقترحت تعديلًا للقانون بحيث لا يفرق بين إلقاء حجر بهدف إلحاق الأذى وبين رشق الحجارة خلال عمليات الاحتجاج، وتسقط الحاجة لإثبات نية راشق الحجارة. ويحدد القانون عقابًا حتى 10 سنوات سجنًا فعليًا على المدانين.

### قانون القومية اليهودية
لعبت شكد دورا مهما في مصادقة الحكومة الإسرائيلية على مقترح قانون القومية المثير للجدل، الذي يقضي بتعزيز الطابع اليهودي لدولة إسرائيل باعتبارها «البيت القومي للشعب اليهودي».

## مناصب
كانت مدربة للمشاة في «لواء جولاني» بالجيش الإسرائيلي.
وكانت بين 2006 و2008 مديرة لمكتب بنيامين نتنياهو.
وأسست ونشطت من 2010 إلى 2012 في جبهة نيابية سمتها «يسرائيل شيلي» وهي يمينية ممعنة بالتطرف الصهيوني مع نفتالي بنيت، زعيم «حزب البيت اليهودي».
وبعد أن تولت وزارة العدل الإسرائيلية في مايو 2015، من المرجح أيضا، حسب تقارير صحفية، أن تتولى شكد، إلى جانب وزارة العدل، رئاسة اللجنة الوزارية لشؤون التشريع، كما ستكون عضوة في لجنة وزراء الشؤون الأمنية الإسرائيلية.

## روابط خارجية
- أيليت شاكيد على موقع IMDb (الإنجليزية)